# Robert Priddy
Robert Priddy (nacido en 1936) es un autor inglés. Investigó y enseñó la filosofía y la sociología en la universidad de Oslo (1968-1985). Escribió acerca del gurú Sathya Sai Baba de forma desfavorable hacia su figura. Actualmente se encuentra retirado.